# Букреев, Сергей Анатольевич
Сергей Анатольевич Букреев (20 июня 1976, Москва, СССР) — российский гребец.

## Карьера
Чемпион России (2004), бронзовый призёр Кубка мира (1998, 2004).
Участник восьми чемпионатов мира.
Бронзовый призёр чемпионата Европы 2007 года в соревнования лёгких непарных четвёрок без рулевого.
На Олимпийских играх 2000 года был 10-м, а на Олимпийских играх 2004 года - 8-м в соревнованиях лёгких непарных четвёрок без рулевого.
Является тренером сборной России, специализируясь на женских экипажах с парным веслом.
Имеет высшее образование - закончил РГУФК